# Benjamin Disraeli
Benjamin Disraeli, I conte di Beaconsfield (Londra, 21 dicembre 1804 – Londra, 19 aprile 1881), è stato un politico e scrittore britannico. Ha fatto parte del Partito Conservatore ed è stato Primo ministro del Regno Unito due volte: dal 27 febbraio al 3 dicembre 1868 e dal 20 febbraio 1874 al 23 aprile 1880.
Pur distinguendosi per essere uno dei principali protezionisti del partito conservatore dopo il 1844, le relazioni di Disraeli con altre importanti figure del suo partito, in particolare con lord Derby, furono il frutto particolare che lo portò a tanta fama. Dal 1852, inoltre, la carriera di Disraeli venne contraddistinta dalla sua marcata rivalità con il liberale William Ewart Gladstone per la guida del governo. In questa faida, Disraeli venne supportato dalla sua grande amicizia con la regina Vittoria. Nel 1876 Disraeli venne elevato al rango di conte di Beaconsfield dopo quarant'anni di servizio alla Camera dei Comuni.
Prima e durante la sua carriera politica, Disraeli era ben conosciuto per essere una figura sociale e letteraria di fama anche se generalmente le sue novelle non sono riconosciute come una grande opera del periodo vittoriano. Egli scrisse prevalentemente romanzi dei quali Sybil e Vivian Grey sono ancora oggi i più conosciuti.

## Biografia

### I primi anni
I biografi di Disraeli vogliono la sua famiglia di origini italiane, da ebrei sefarditi, mentre egli si proclamava di discendenza portoghese, situando i suoi antenati a prima dell'espulsione degli ebrei dalla Spagna nel 1492 (dopo tale episodio gli ebrei emigrati si divisero in due gruppi, uno che giunse in Italia e l'altro che si diresse verso i Paesi Bassi e poi in Inghilterra). Gli storici moderni tendono a vederlo essenzialmente come un marrano nel senso spagnolo del termine.
Egli era il figlio secondogenito ma il primo sopravvissuto degli eredi di Isaac D'Israeli, critico letterario e storico, e di sua moglie Maria Basevi. Benjamin cambiò il proprio cognome in Disraeli negli anni venti dell'Ottocento. Tra i suoi fratelli e sorelle citiamo Sarah (1802–1859), Naphtali (1807), Ralph (1809–1898) e James (1813–1868). Benjamin nei primi anni frequentò una piccola scuola, la "Reverend John Potticary's school" di Blackheath. Suo padre fece battezzare il figlio Benjamin nel luglio del 1817 dopo una disputa con la loro sinagoga. Dal 1817 Benjamin frequentò la scuola a Higham Hill, in Walthamstow, sotto Eliezer Cogan. I suoi fratelli minori, invece, frequentarono il Winchester College.

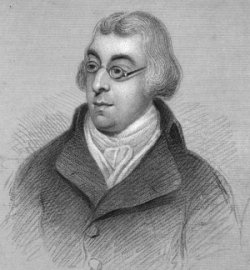
Isaac D'Israeli, padre di Benjamin Disraeli

Il padre lo aveva destinato a intraprendere la carriera legale e Benjamin venne associato alla studio di un avvocato dal 1821. Nel 1824, Disraeli andò in tour nel Belgio e nella Valle del Reno con suo padre e successivamente scrisse che fu proprio navigando sul Reno che egli maturò la decisione di abbandonare la carriera della legge: "Lo decisi discendendo quelle magiche acque che non sarei stato un avvocato." Egli visitò nell'area le città di Oppenheim e Spira, luoghi entrambi ove si trovavano grandi comunità ebraiche. Tornato in patria venne coinvolto in affari col finanziere John Diston Powles il quale lo coinvolse nello sfruttamento minerario dei giacimenti del Sud America e per il quale scrisse numerosi pamphlet pubblicitari a promozione della compagnia.
Quello stesso anno le attività finanziarie intraprese da Disraeli lo portarono in contatto col pubblicista John Murray, anch'egli coinvolto nel mercato minerario sudamericano. I due si accordarono per fondare un giornale, The Representative, intenzionati a promuovere non solo le imprese minerarie ma anche i politici che le supportavano come ad esempio George Canning. Il giornale si dimostrò un fallimento e questo fatto rovinò sia Powles sia Disraeli.
Prima di entrare in parlamento Disraeli ebbe relazioni con diverse donne tra le quali Henrietta, lady Sykes (moglie del baronetto Sir Francis Sykes), la quale gli fu da modello per il personaggio principale del romanzo Henrietta Temple. Fu Henrietta del resto a presentare Disraeli a Lord Lyndhurst, con il quale successivamente ebbe anche una relazione. Come il biografo Blake osservò: "Le vere relazioni tra i tre non possono essere determinate con certezza anche se è innegabile che la situazione favorì molto Disraeli assieme ad altri episodi."
Nel 1839 Benjamin decise di "mettere la testa a posto" sposando Mary Anne Lewis (I viscontessa di Beaconsfield), ricca vedova del politico Wyndham Lewis, collega di Disraeli a Maidstone. Mary Lewis aveva 12 anni più di Benjamin e il loro matrimonio, criticato come unione di interessi, fu invece molto felice.

#### La carriera letteraria
Disraeli si dedicò anche alla letteratura. Motivato in parte dal suo disperato bisogno di denaro, egli scrisse il suo primo romanzo, Vivian Grey, nel 1826. I biografi di Disraeli sono concordi nel ritenere che Vivian Grey sia difatti una riproposizione in chiave romanzata di quanto accadde col The Representative, e lo scritto diede prova di divenire molto popolare anche se causò non pochi problemi ai Tory quando l'identità dell'anonimo scrittore venne scoperta. Il libro metteva infatti in caricatura il pubblicista scozzese John Murray (1778–1843).

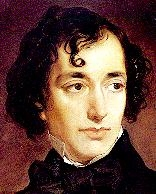
A Young Disraeli
dipinto di Francis Grant, 1852

Dopo aver scritto Vindication of the English Constitution, e molti pamphlet politici, Disraeli scrisse una serie di novelle tra le quali The Young Duke (1831), Contarini Fleming (1832), Alroy (1833), Venetia e Henrietta Temple (1837). Durante quello stesso periodo scrisse anche The Revolutionary Epick e tre burlesque: Ixion, The Infernal Marriage e Popanilla. Di tutte queste novelle solo Henrietta Temple fu un vero successo.
Durante gli anni quaranta dell'Ottocento Disraeli scrisse tre novelle politiche conosciute col nome di "the Trilogy": Sybil, Coningsby e Tancred.
Malgrado il successo, le relazioni di Disraeli con altri scrittori del suo tempo furono pressoché nulle. La scrittura di Disraeli piaceva ai lettori essenzialmente perché originale e con frasi brillanti che rimanevano nella memoria, con tocchi stravaganti e di effetto."

### Al parlamento

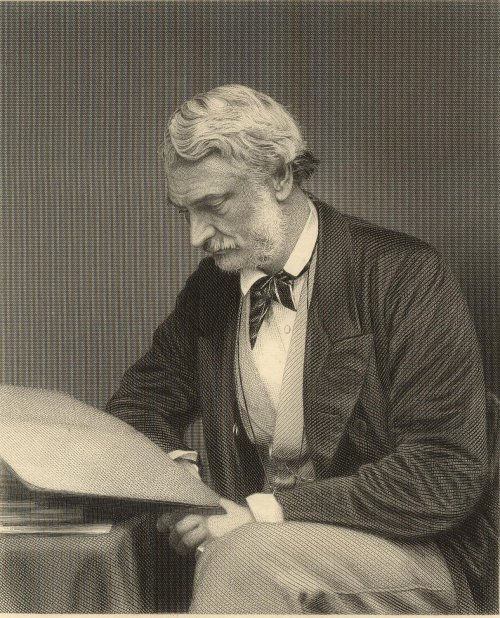
Lord John Manners, amico di Disraeli e figura principe del movimento della Giovane Inghilterra

Disraeli aveva considerato di intraprendere la carriera politica già dagli anni trenta dell'Ottocento, prima di partire alla volta del Mediterraneo. Il suo primo contatto col mondo politico avvenne nel 1832, durante la grande crisi scoppiata a seguito del Reform Bill, alla quale egli contribuì con un pamphlet anti-Whig edito da John Wilson Croker e pubblicato da Murray col titolo Inghilterra e Francia ovvero una cura per la Gallomania ministeriale. Lo spirito politico di Disraeli in quel suo primo periodo era influenzato sia dalla sua indole rivoluzionaria sia dal suo desiderio di lasciare il segno in materia di politica. Sui partiti esistenti così egli si esprimeva: «il toryismo è ormai superato e non posso accondiscendere nell'essere uno Whig». Pertanto egli si presentò nelle file dei Radicali e tentò la prima scalata alle elezioni nel 1837 contro i Tories nella circoscrizione di Maidstone.
Pur essendo un Conservatore, Disraeli aveva simpatie per il Cartismo ed era favorevole a un'alleanza tra aristocrazia terriera e classe lavoratrice contro il crescente potere dei mercanti e dei nuovi industriali della borghesia. Egli si decise quindi a supportare la nascita della Giovane Inghilterra nel 1842, un gruppo che aveva lo scopo di promuovere la visione secondo la quale i proprietari terrieri (i Landlord) dovevano usare il loro potere per proteggere i poveri dalle prevaricazioni degli uomini d'affari della classe media. Durante i vent'anni trascorsi tra le Corn Laws e il Second Reform Bill, Disraeli cercò un'alleanza tra Tory e Radicali.

#### Il protezionismo

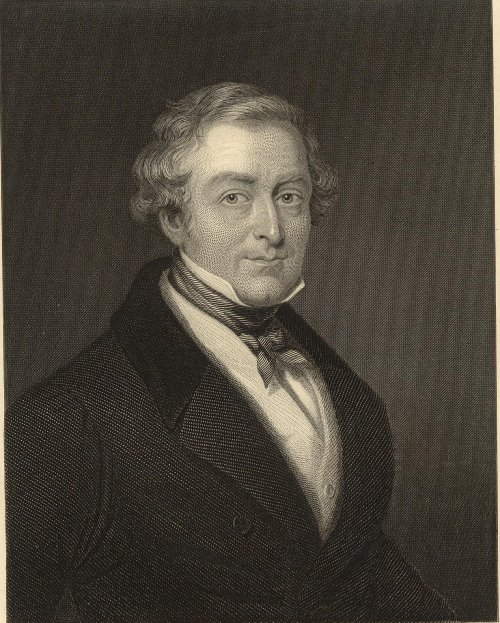
Sir Robert Peel, primo ministro nel 1834–35 e nel 1841–46

Il primo ministro Sir Robert Peel vinse le elezioni e lentamente Disraeli divenne uno dei suoi acerrimi critici, spesso mantenendo posizioni deliberatamente contrarie a quello che era il suo capo nominale. Il più noto di questi casi d'opposizione fu la controversia del Maynooth grant del 1845 e la ripresa della questione sulle Corn Laws nel 1846. La fine del 1845 e i primi mesi del 1846 vennero dominati dalla battaglia in parlamento tra i free traders e i protezionisti proprio sulla questione delle Corn Laws. Una parte dei conservatori, i radicali e gli whigs formarono un'alleanza a favore dei free traders e a questo punto il partito conservatore si divise: i seguaci di Peel si posero contro gli Whigs e venne formata una nuova fazione protezionista dei conservatori guidata da Disraeli, George Bentinck (1802-1848) e Lord Stanley (poi Lord Derby). Il contesto generale comprendeva anche la questione della carestia in Irlanda, alla quale Peel era intenzionato a rimediare con l'importazione di grano.
Il termine "corn", infatti, non si riferiva al mais americano quanto piuttosto al grano prodotto in Inghilterra che era alla base della produzione del pane, alimento essenziale per la sopravvivenza della popolazione. Le Corn Laws imponevano quindi una tassa d'importazione del grano inglese verso l'Irlanda che, se abolita, sarebbe venuta incontro alle esigenze della popolazione irlandese ma avrebbe impoverito i possidenti terrieri inglesi. Peel immediatamente propose di abolire tale tassa. Per i conservatori dunque si pose il problema di quale decisione prendere soprattutto dopo che i politici di maggiore esperienza in quella fazione si erano schierati con Peel per l'emergenza. Disraeli dunque si trovò naturalmente a capo della fazione emergente all'interno della compagine politica e assunse le redini di leader. Dalla Camera dei Lords, il Duca di Argyll scrisse che Disraeli "era quasi come un subalterno in una grande battaglia dove ogni superiore fosse stato ucciso o ferito." Se la rimanenza del partito conservatore poteva ottenere un consenso necessario a formare un nuovo governo, Disraeli era ora la pedina vincente in campo. A ogni modo egli era a capo di un gruppo di parlamentari senza esperienza o quasi e molti di questi raramente si erano cimentati in discorsi alla Camera dei Comuni.

#### Lord George Bentinck e la leadership
Nelle elezioni generali del 1847 Lionel de Rothschild era divenuto deputato per la Città di Londra.
Sin dall'emancipazione dei cattolici, ai membri del parlamento veniva richiesto di giurare "una vera fede di cristiano". Rothschild, segretamente ebreo, non poteva giurare e come tale non era in grado di occupare la propria posizione. Quando il governo avanzò la proposta di abolizione dell'obbligo di professione di fede cristiana in Parlamento, Disraeli si dichiarò favorevole sostenendo che la cristianità era un "giudaismo completato", apostrofando la Camera dei comuni con la famosa frase: "Dov'è il vostro cristianesimo se non credete nel giudaismo?". Famosa fu anche la sua tesi (espressa nel Tancred) secondo la quale il giudaismo avrebbe favorito la nascita del cristianesimo con l'uccisione di Gesù Cristo. 

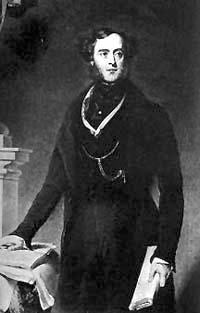
Lord George Bentinck, leader conservatore alla camera dei comuni nel periodo 1846–48

Ad ogni modo il discorso di Disraeli venne mal recepito dalla sua parte politica quando gran parte degli anglicani erano sfavorevoli al disegno di legge. Samuel Wilberforce, vescovo di Oxford e amico di Disraeli, si espresse duramente contro la riforma accusando lord Russell di voler introdurre gli ebrei in parlamento di modo da garantirsi il loro supporto alle elezioni.
Lord John Russell, il capo degli Whigs che era succeduto a Peel alla carica di primo ministro e come Rothschild membro del parlamento per la Città di Londra, introdusse il Jewish Disabilities Bill per consentire anche agli ebrei di entrare in parlamento.
Bentinck, che era il leader dei conservatori alla Camera dei Comuni, decise di affiancare Disraeli nel voto favorevole al Bill, inneggiando alla tolleranza religiosa e alla laicità dello Stato.. Nel dibattito che ne seguì, Bentinck rassegnò le proprie dimissioni dalla guida del partito ed ebbe dei contrasti anche con lord Stanley (leader alla Camera dei Lords), il quale era contrario al disegno di legge e giudicava blasfeme le parole di Disraeli. Bentinck venne succeduto da Lord Granby. Nel frattempo, Disraeli si avvicinò molto a Bentinck col quale reperì i finanziamenti necessari ad acquistare la bella residenza di campagna di Hughenden Manor, nel Buckinghamshire, presupposto essenziale all'epoca per poter essere considerato un conservatore. Disraeli e la moglie si alternarono tra Hughenden e le molte case di loro proprietà a Londra.
Dopo nemmeno un mese Granby diede le proprie dimissioni dalla guida della Camera dei Comuni sentendosi inadeguato a ricoprire quell'incarico e non venne rimpiazzato per la durata della sessione parlamentare. All'inizio della nuova sessione, la politica venne gestita dal triumvirato Granby-Disraeli-John Charles Herries che fu indicativo delle tensioni tra Disraeli e il resto del suo partito. Questo confuso arrangiamento politico si concluse con le dimissioni di Granby nel 1851 e la sempre maggiore popolarità di Disraeli.

### Gli incarichi politici

#### Il primo governo Derby

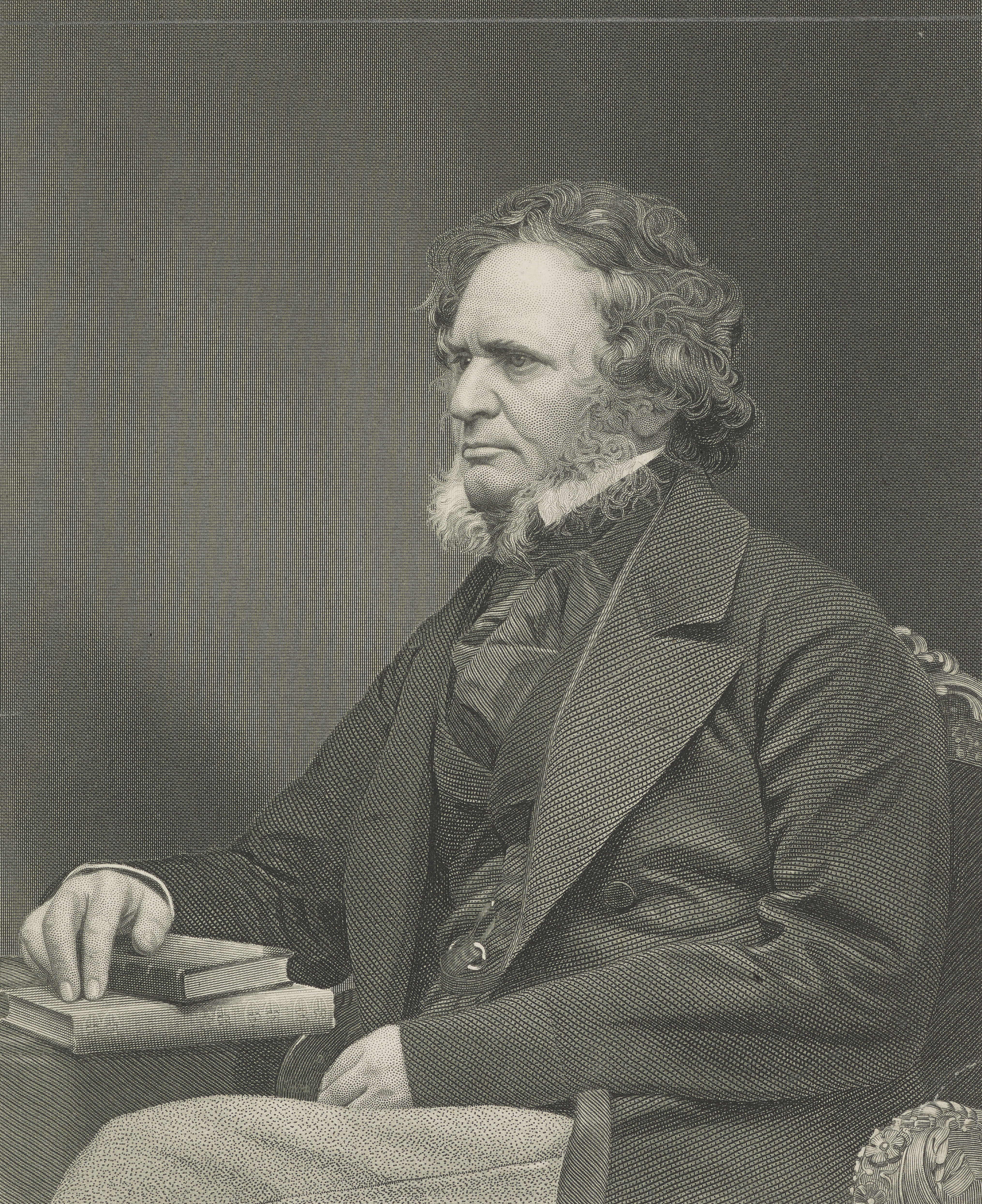
Il conte di Derby, primo ministro nel 1852, 1858–59 e 1866–68

La prima opportunità per i tories protezionisti sotto la guida di Disraeli e Stanley di ottenere il governo avvenne nel 1851 quando il primo governo di Lord John Russell venne sconfitto alla Camera dei Comuni sulla questione dell'Ecclesiastical Titles Act del 1851. Disraeli sarebbe divenuto Home Secretary mentre Stanley sarebbe divenuto primo ministro. Tra gli altri possibili ministri si includevano Sir Robert Inglis, Henry Goulburn, John Charles Herries e Lord Ellenborough. I seguaci di Peel, ad ogni modo, rifiutarono di entrare nel governo di lord Stanley o con Disraeli per la questione dei free traders ancora bruciante e pertanto fallì l'idea di creare un governo puramente protezionista.
Russell riprese il suo incarico di primo ministro, ma nuovamente diede le proprie dimissioni nel 1852 quando una combinazione di protezionisti e Lord Palmerston lo sconfissero sul Militia Bill. Questa volta Lord Derby ottenne lincarico e con la sorpresa generale nominò Disraeli Cancelliere dello Scacchiere.
Tra i nuovi compiti di Disraeli vi era la produzione di un rendiconto statale per il successivo anno fiscale. Disraeli propose di ridurre le tasse sulla malta e sul tè (tasse indirette); progettò invece di aumentare le tasse sulla casa e propose la controversa tassa diretta in base al reddito.
Come già riportato, Disraeli si era opposto nel giugno del 1846 alla cancellazione delle Corn Laws, ma il passaggio del decreto aveva impoverito i contadini e i proprietari terrieri inglesi e aveva fatto decadere il prezzo generale del pane e del grano. Disraeli pensò a questo punto di alleviare gli svantaggi economici dei coltivatori abbuonando loro alcune tasse che sarebbero state aumentate a tutti i non agricoltori. Il budget venne visto da molti Whigs come una "ricompensa per i proprietari terrieri" con un tocco di vendetta per il passaggio della legge.
Disraeli venne quindi criticato per aver mischiato i molti fattori coinvolti nella vicenda e la sua proposta ulteriore di estendere le tasse in Irlanda gli procurò altri nemici. Questo fatto, combinato assieme all'inesperienza generale del governo e di Disraeli, portò ad un fallimento del piano finanziario ed alla caduta del governo il 17 dicembre 1852.

#### All'opposizione
Con la caduta del governo, Disraeli e i conservatori tornarono all'opposizione. Il successore di lord Derby alla carica di primo ministro fu il seguace di Peel lord Aberdeen, il cui ministero venne composto da seguaci di Peel e whigs. Disraeli stesso venne sostituito nei suoi incarichi di cancelliere da Gladstone.

#### Il secondo governo Derby

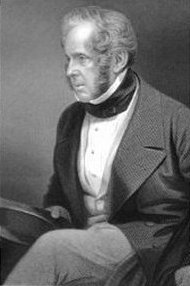
Il visconte Palmerston, primo ministro nel 1855–58 e nel 1859–65

Il primo governo di Lord Palmerston cadde nel 1858 dopo l'affare Orsini e lord Derby riprese il controllo della situazione come capo di un'amministrazione conservatrice. Disraeli rimase a capo della Camera dei Comuni e ritornò al ruolo di Cancelliere dello Scacchiere. Una delle prime azioni del nuovo governo fu quella di varare delle misure per riorganizzare il governo dell'India dopo che le rivolte avevano dimostrato l'inadeguatezza della gestione della Compagnia delle Indie Orientali ed aveva acconsentito al passaggio del governo indiano alla Corona britannica. Il primo tentativo di legislazione venne portato avanti dal President of the Board of Control (ministro per l'India), Lord Ellenborough già Governatore generale dell'India (1841–44). Il decreto, ad ogni modo, dovette essere rivisto in più punti per le critiche ricevute e poco dopo lord Ellenborough venne forzato a dimettersi per lasciare spazio alle idee del nuovo governatore, lord Charles Canning, I conte Canning.
Trovandosi mancanti di un incarico, Disraeli e lord Derby tentarono nuovamente di coinvolgere Gladstone nel governo. Disraeli scrisse una lettera personale a Gladstone pregandolo di mettere il bene del partito dinnanzi alla sua personale animosità: "Ogni uomo vive il proprio incarico e c'è un Potere più grande di tutti noi che dispone tutto ciò..." In risposta a Disraeli, Gladstone rifiutò l'offerta rimarcando ancora il perché dei suoi rifiuti anche precedenti.
Con il rifiuto di Gladstone, lord Derby e Disraeli guardarono altrove e la scelta ricadde su Edward Bulwer-Lytton, il quale divenne Segretario di Stato per le Colonie; il figlio di lord Derby, Lord Stanley, succedette a Ellenborough alla guida della Board of Control. Stanley, con l'assistenza di Disraeli, propose e guidò l'India Act col quale il subcontinente sarebbe stato governato per i successivi sessant'anni. La Compagnia delle Indie Orientali ed il suo governatore generale vennero rimpiazzati con un viceré e un consiglio locale, mentre la carica di presidente della Board of Control venne abolito e sostituito con il Segretario di Stato per l'India.
Disraeli si oppose alla costruzione del canale di Suez. Disse: il canale di Suez è un idea assolutamente impossibile da realizzare. Il Canale di Suez fu portato a termine nel 1869 

#### Il 1867 Reform Bill

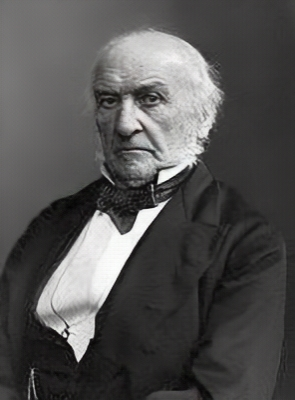
William Ewart Gladstone
primo ministro per ben quattro volte

Dopo la sconfitta del Liberal Reform Bill introdotto da Gladstone nel 1866, Disraeli e Derby introdussero delle loro misure nel 1867. Questo atto era innanzitutto una strategia politica atta a dare al partito conservatore il controllo del processo della riforma e i benefici a lungo termine della Camera dei Comuni. Si pensò quindi che se i conservatori fossero stati in grado di assicurare questo decreto legislativo, l'elettorato sarebbe stato rinfrancato ed avrebbe potuto rivolgersi più favorevolmente verso i tories alle elezioni successive. Il Reform Act del 1867 estese il diritto di voto a tutti i capifamiglia maschi, eliminando nel contempo i sobborghi cittadini con meno di 10.000 abitanti e garantendo quindici nuovi seggi elettorali dei quali le rappresentanze maggiori furono Liverpool e Manchester. Questo atto ad ogni modo fu impopolare anche tra i conservatori estremi come Robert Cecil, III marchese di Salisbury, il quale decise di dimettersi per protesta al passaggio del decreto.

### Il primo governo da primo ministro

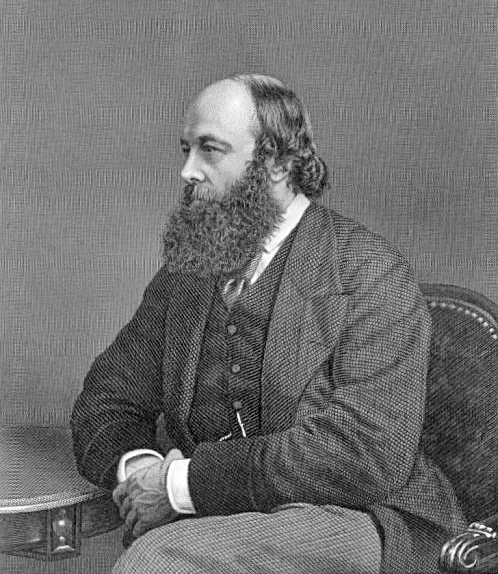
Robert Gascoyne-Cecil, III marchese di Salisbury

La salute di lord Derby intanto andava peggiorando ed egli si dimise da primo ministro nel febbraio del 1868 per poi sopravvivere appena altri venti mesi. Non vi erano ormai dubbi che Disraeli gli sarebbe succeduto come leader del partito conservatore e poi come primo ministro.
Ad ogni modo i conservatori continuavano ad essere in minoranza alla Camera dei Comuni e il passaggio del Reform Bill aveva richiesto nuove elezioni. L'incarico di Disraeli come primo ministro fu sostanzialmente breve anche se i conservatori riuscirono a vincere le elezioni generali. Egli fece due cambi essenziali nel gabinetto di governo: rimpiazzò Lord Chelmsford al ruolo di Lord Cancelliere con Lord Cairns, e pose George Ward Hunt al ruolo di Cancelliere dello Scacchiere. Disraeli e Chelmsford non erano mai andati particolarmente d'accordo e nella visione di Disraeli, Cairns era un ministro molto più adatto.
La prima premiership di Disraeli fu dominata dal dibattito sulla Chiesa d'Irlanda. Anche se l'Irlanda era in maggioranza cattolica romana, la chiesa protestante rimaneva la religione di Stato e pretendeva delle tasse proprie sul territorio. Inizialmente Disraeli tentò di negoziare con il cardinale Henry Edward Manning per la fondazione dell'Università cattolica di Dublino ma Gladstone si schierò per la creazione di una chiesa d'Irlanda. La proposta divise il partito conservatore e si riunì nel partito liberale alla guida di Gladstone. Mentre il governo di Disraeli sopravvisse sino alle elezioni generali del dicembre 1868, l'iniziativa era passata ai liberali che tornarono al potere con una maggioranza di 170 seggi.

### Il secondo governo da primo ministro
Dopo sei anni all'opposizione, Disraeli ed il partito conservatore vinsero le elezioni del 1874 dando al partito la prima assoluta maggioranza alla Camera dei Comuni dagli anni quaranta dell'Ottocento. Sotto la stewardship di Richard Assheton Cross, Home Secretary, il governo Disraeli introdusse varie riforme tra cui quella denominata Artisan's and Labourers' Dwellings Improvement Act del 1875, il Public Health Act del 1875, il Sale of Food and Drugs Act del 1875 e l'Education Act del 1876. Il suo governo introdusse inoltre un nuovo Factory Act per la protezione dei lavoratori, il Conspiracy and Protection of Property Act del 1875 e l'Employers and Workmen Act del 1875 per permettere ai lavoratori di stendere contratti sempre legali a norma di legge. Come risultato di questa politica sociale il deputato laburista Alexander Macdonald dichiarò: «Il partito conservatore si è occupato della classe lavoratrice di più in questi cinque anni di quanto non abbia fatto il partito liberale in cinquant'anni».

### L'imperialismo

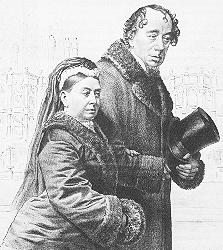
Disraeli e la regina Vittoria, durante una visita di quest'ultima a Hughenden Manor all'apice della crisi orientale

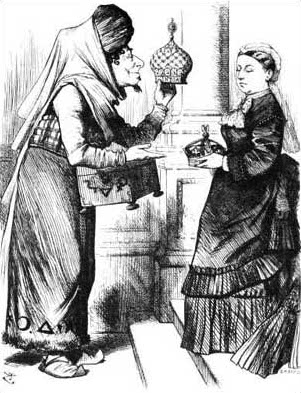
Nuove corone per vecchi, la vignetta illustra Disraeli nel ruolo di Jafar nella versione scherzosa della storia di Aladino nell'atto di offrire la corona imperiale alla regina Vittoria in cambio di quella reale

Disraeli fu, secondo certe interpretazioni, un sostenitore dell'espansionismo e della volontà di preservare l'Impero britannico nel Medioriente e nell'Asia centrale. Malgrado le obiezioni del suo governo e senza il consenso del parlamento, egli ottenne con l'appoggio di Lionel de Rothschild il 44% delle azioni della compagnia del Canale di Suez.
Disraeli e Gladstone si scontrarono sulla politica inglese nei Balcani. Disraeli vide la situazione come una materia di interesse strategico e imperialista, attenendosi alla politica di lord Palmerston nel supporto all'Impero Ottomano contro l'espansione russa in Crimea. Secondo il biografo Blake, Disraeli credeva che la Gran Bretagna avesse il dovere morale di aiutare le altre nazioni nella loro emancipazione in virtù della sua lunga tradizione costituzionale. Gladstone, ad ogni modo, vide l'atto anche in termini morali con molti cristiani bulgari massacrati dai turchi e pertanto tale azione si sarebbe dimostrata immorale per chiunque.
Disraeli inoltre introdusse il Royal Titles Act del 1876 con il quale la regina Vittoria ottenne il titolo di Imperatrice d'India, ponendola quindi allo stesso livello dello zar russo. Nella sua corrispondenza privata con la regina, egli propose di "ripulire l'Asia centrale dai moscoviti e spostarli verso il Mar Caspio". Per contenere l'influenza russa, egli sostenne l'invasione dell'Afghanistan e siglò la Convenzione di Cipro con la Turchia con la quale l'isola strategica veniva posta sotto il controllo della Gran Bretagna.
Disraeli guadagnò un altro successo diplomatico nel Congresso di Berlino del 1878 con il quale ottenne una limitazione dell'influenza della Russia nei Balcani. Ad ogni modo, le difficoltà in Sudafrica e in Afghanistan, indebolirono notevolmente il suo governo e portarono alla sconfitta della fazione alle elezioni del 1880.

### Gli ultimi anni e la morte

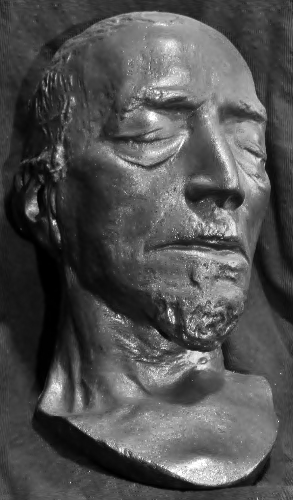
Maschera funebre di Disraeli

Disraeli entrò alla Camera dei Lords nel 1876 quando la regina Vittoria lo creò Conte di Beaconsfield e Visconte di Hughenden.
Alle elezioni del 1880 i conservatori di Disraeli vennero sconfitti dai liberali di Gladstone in gran parte per il decorso della seconda guerra anglo-afgana. Disraeli morì nell'aprile del 1881.
Venne sepolto nella cappella della St Michael's Church presso Hughenden Manor presso il monumento funebre fatto erigere in suo onore dalla stessa regina Vittoria. Esecutore testamentario delle sue volontà fu il suo segretario privato, Montagu Corry, I barone Rowton.
A Disraeli è dedicato anche un monumento nell'Abbazia di Westminster e una sua statua nella piazza del mercato di Ormskirk.

## Opere
- Prefazione a Life of Paul Jones (edizione ridotta) di J. H. Sherborne (1825)
- An Inquiry into the Plans, Progress, and Policy of the American Mining Companies (1825)
- Lawyers and Legislators: or, Notes, on the American Mining Companies (1825)
- The present state of Mexico (1825)
- The modern Dunciad (The Star Chamber) (1826)
- Vivian Grey (I parte 1826; II parte 1827)
- Popanilla (1828)
- The Young Duke (1831)
- Contarini Fleming, a Psychological Autobiography (1832)
- England and France, or a Cure for the Ministerial Gallomania (1832)
- What is He? (Reply to Earl Grey) (1833)
- The Wondrous Tale of Alroy (1833)
- The Infernal Marriage (1834, New Monthly Magazine)
- Ixion in Heaven (1834, ed. definitiva; precedentemente sul New Monthly Magazine 1831-'32)
- The Present Crisis Examinated (1834)
- The Revolutionary Epick (1834; 1864)
- The Rise of Iskander (1834)
- Vindication of the British Constitution (1835; con introduzione di F. A. Hyndman, 1895)
- Runnymede Letters (1835; con introduzione e note di F. Hitchman, 1855)
- Henrietta Temple (1837)
- Venetia (1837)
- Speech on the Chartist Petition (1839)
- The Tragedy of Count Alarcos (1839)
- Coningsby, or the New Generation (1844)
- Sybil, or The Two Nations (1845)
- Speech on the Repeal of the Corn Laws (1846)
- Tancred, or the New Crusade (1847)
- Speeches on England and Denmark, Parliamentary Reform, and on Parliament and the Government (1848)
- On Financial Policy (1851)
- Life of George Bentinck (1852; con introduzione di C. Whibley, 1905)
- Speech on Parliamentary Reform (I) (1852)
- Contributi vari a The Press (1853-'58)
- Sonnet on the Duke of Wellington (1855), in: Sonnets of this Century, p. c. W. Sharp, 1886)
- Lines to Mrs. Fairlie's Child (1855), in: Wit and Wisdom of Benjamin Disraeli, 1881)
- Speech on Parliament Reform (II) (1859)
- Speeches on Mr. Gladstone' Financial System (1860 e 1862)
- Speeches on Church Policy (in the Sheldonian Theatre, Oxford) (1864)
- On Church and State (at the Banquet of Her Majesty's Ministers, Merchant Taylor's Hall) (1868)
- Lothair (1870)
- Inaugural Address delivered to the University of Glasgow (1873)
- Endymion (1880)
- Falconet (incompiuto, 1881)

## Filmografia parziale
Benjamin Disraeli è stato protagonista di numerose opere cinematografiche e televisive. 

### Cinema
- Disraeli, film del 1929, diretto da Alfred E. Green, vincitore di un Oscar nel 1930 come miglior attore protagonista a George Arliss.

## Ascendenza
|                                            |                          |                                 | Genitori                |  |  | Nonni |  |  | Bisnonni      |  |  | Trisnonni |  |
|                                            |                          |                                 |                         |  |  |       |  |  | Isaac Israeli |  |  | …         |  |
|                                            |                          |                                 |                         |  |  |       |  |  | Isaac Israeli |  |  | …         |  |
|                                            |                          | …                               |                         |  |  |       |  |  | Isaac Israeli |  |  |           |  |
| Benjamin D'Israeli                         |                          |                                 |                         |  |  |       |  |  | Isaac Israeli |  |  |           |  |
|                                            |                          | Enrichetta de Rossi             | …                       |  |  |       |  |  |               |  |  |           |  |
|                                            |                          | Enrichetta de Rossi             | …                       |  |  |       |  |  |               |  |  |           |  |
|                                            |                          | Enrichetta de Rossi             | …                       |  |  |       |  |  |               |  |  |           |  |
| Isaac D'Israeli                            |                          | Enrichetta de Rossi             |                         |  |  |       |  |  |               |  |  |           |  |
|                                            |                          | Isaac Syprut de Gabay Villareal | Abraham Siprut de Gabay |  |  |       |  |  |               |  |  |           |  |
|                                            |                          | Isaac Syprut de Gabay Villareal | Abraham Siprut de Gabay |  |  |       |  |  |               |  |  |           |  |
|                                            |                          | Isaac Syprut de Gabay Villareal | Reijna                  |  |  |       |  |  |               |  |  |           |  |
| Sarah Syprut de Gabay Villareal            |                          | Isaac Syprut de Gabay Villareal |                         |  |  |       |  |  |               |  |  |           |  |
|                                            |                          | Esther                          | …                       |  |  |       |  |  |               |  |  |           |  |
|                                            |                          | Esther                          | …                       |  |  |       |  |  |               |  |  |           |  |
|                                            |                          | Esther                          | …                       |  |  |       |  |  |               |  |  |           |  |
| Benjamin Disraeli, I conte di Beaconsfield |                          | Esther                          |                         |  |  |       |  |  |               |  |  |           |  |
|                                            | Salomone Basevi Cervetto | Giuseppe Basevi Cervetto        |                         |  |  |       |  |  |               |  |  |           |  |
|                                            | Salomone Basevi Cervetto | Giuseppe Basevi Cervetto        |                         |  |  |       |  |  |               |  |  |           |  |
|                                            | Salomone Basevi Cervetto | Rachel Asson                    |                         |  |  |       |  |  |               |  |  |           |  |
| Neftali Basevi Cervetto                    | Salomone Basevi Cervetto |                                 |                         |  |  |       |  |  |               |  |  |           |  |
|                                            |                          | Ricca Levi                      | …                       |  |  |       |  |  |               |  |  |           |  |
|                                            |                          | Ricca Levi                      | …                       |  |  |       |  |  |               |  |  |           |  |
|                                            |                          | Ricca Levi                      | …                       |  |  |       |  |  |               |  |  |           |  |
| Maria Basevi                               |                          | Ricca Levi                      |                         |  |  |       |  |  |               |  |  |           |  |
|                                            |                          | Abraham Vita Rieti              | …                       |  |  |       |  |  |               |  |  |           |  |
|                                            |                          | Abraham Vita Rieti              | …                       |  |  |       |  |  |               |  |  |           |  |
|                                            |                          | Abraham Vita Rieti              | …                       |  |  |       |  |  |               |  |  |           |  |
| Rebecca Rieti                              |                          | Abraham Vita Rieti              |                         |  |  |       |  |  |               |  |  |           |  |
|                                            |                          | Sarah Cardoso                   | Jacob Di David Cardoso  |  |  |       |  |  |               |  |  |           |  |
|                                            |                          | Sarah Cardoso                   | Jacob Di David Cardoso  |  |  |       |  |  |               |  |  |           |  |
|                                            |                          | Sarah Cardoso                   | Hanna Di Baruh          |  |  |       |  |  |               |  |  |           |  |
|                                            |                          | Sarah Cardoso                   |                         |  |  |       |  |  |               |  |  |           |  |